# Workhorse Group
Workhorse Group Incorporated è una società manifatturiera americana con sede in Ohio, incentrata sulla produzione di veicoli elettrici.
La società è stata fondata nel 1998 ed ha realizzato il drone volante a due posti (pilota più passeggero) denominato SureFly.